# 蓬塔尔梅
蓬塔尔梅（法語：Pontarmé，法語發音：[pɔ̃taʁme]）是法国瓦兹省的一个市镇，属于桑利斯区。

## 地理
蓬塔尔梅（49°9'11"N, 2°32'58"E）面积13.24 平方千米，位于法国上法蘭西大區瓦兹省，该省份为法国北部内陆省份，北起索姆省，西接厄尔省和滨海塞纳省，南至塞纳-马恩省和瓦兹河谷省，东临埃纳省。
与蓬塔尔梅接壤的市镇（或旧市镇、城区）包括：桑利斯、阿维利圣莱奥纳尔、尚蒂伊、塞尔瓦地区拉沙佩勒、蒙莱韦克、奥里城、泰夫河畔蒂耶尔。

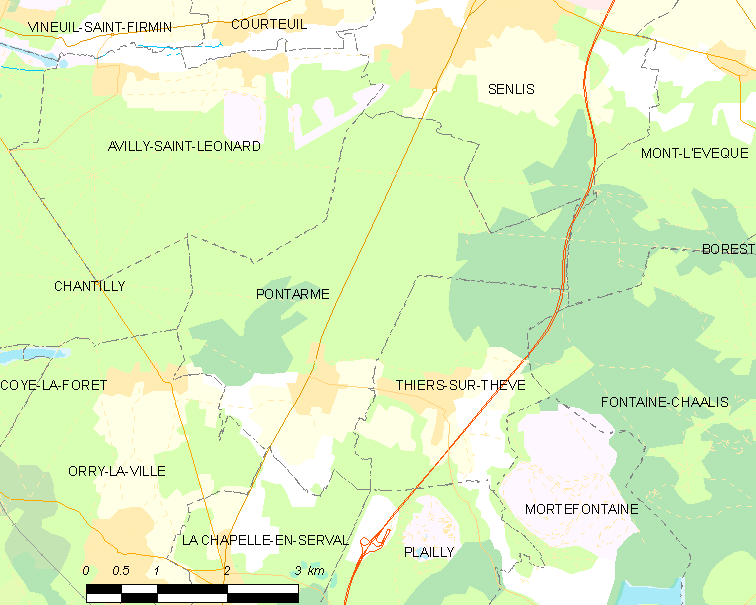
蓬塔尔梅的OSM定位图

蓬塔尔梅的时区为UTC+01:00、UTC+02:00（夏令时）。

## 行政
蓬塔尔梅的邮政编码为60520，INSEE市镇编码为60505。

## 政治
蓬塔尔梅所属的省级选区为桑利斯县。

## 人口

1962-2008年间蓬塔尔梅人口变化图示

蓬塔尔梅于2022年1月1日时的人口数量为896人。